# Interpretación de von Neumann-Wigner
La interpretación de von Neumann-Wigner, también descrita como la conciencia provoca el colapso, es una interpretación de la mecánica cuántica en la que se postula que la conciencia es necesaria para que la observación que produce el colapso de la función de onda se complete.

## Definición
En la interpretación de Copenhague, la mecánica cuántica sólo predice las probabilidades de los distintos resultados experimentales observados. Lo que constituye un observador o una observación no está especificado directamente por la teoría, y el comportamiento de un sistema bajo medición y observación es completamente diferente de su comportamiento habitual: la función de onda que describe un sistema se extiende en una superposición cada vez mayor de diferentes situaciones posibles. Sin embargo, durante la observación, la función de onda que describe el sistema se colapsa en una de varias opciones. Si no hay observación, este colapso no se produce y ninguna de las opciones se vuelve menos probable.
Se puede predecir utilizando la mecánica cuántica, en ausencia de un postulado de colapso, que un observador que observa una superposición cuántica se convertirá en una superposición de diferentes observadores que ven cosas diferentes. El observador tendrá una función de onda que describe todos los resultados posibles. Sin embargo, en la experiencia real, un observador nunca percibe una superposición, sino que siempre percibe que uno de los resultados se ha producido con certeza. Este conflicto aparente entre la descripción de una función de onda y la experiencia clásica se denomina problema de la observación (véase Problema de la medida).
En su libro de 1932 Las fundamentaciones matemáticas de la mecánica cuántica., John von Neumann sostenía que las matemáticas de la mecánica cuántica permiten situar el colapso de la función de onda en cualquier posición de la cadena causal, desde el dispositivo de medición hasta la "percepción subjetiva" del observador humano. En 1939, Fritz London y Edmond Bauer defendieron este último límite (la conciencia). En la década de 1960, Eugene Wigner reformuló el experimento mental del "gato de Schrödinger" como "el amigo de Wigner" y propuso que la conciencia de un observador es la línea de demarcación que precipita el colapso de la función de onda, independientemente de cualquier interpretación realista. Se postula que la mente no es física y que es el único aparato de medida verdadero.
Esta interpretación se ha resumido así:

Las reglas de la mecánica cuántica son correctas, pero sólo hay un sistema que pueda tratarse con la mecánica cuántica, a saber, todo el mundo material. Existen observadores externos que no pueden ser tratados dentro de la mecánica cuántica, a saber, las mentes humanas (y quizás animales), que realizan mediciones en el cerebro provocando el colapso de la función de onda.

Henry Stapp defendió el concepto de la siguiente manera:

Desde el punto de vista de las matemáticas de la teoría cuántica no tiene sentido tratar un aparato de medida como intrínsecamente diferente del conjunto de constituyentes atómicos que lo componen. Un aparato no es más que otra parte del universo físico... Además, los pensamientos conscientes de un observador humano deberían estar conectados causalmente de la forma más directa e inmediata a lo que ocurre en su cerebro, no a lo que ocurre en algún dispositivo de medición... Nuestros cuerpos y cerebros se convierten así en ... partes del universo físico descrito mecánicamente de forma cuántica. Tratar todo el universo físico de esta manera unificada proporciona una base teórica conceptualmente simple y lógicamente coherente...

## Objeciones
Hay otras soluciones posibles al experimento mental del "amigo de Wigner", que no requieren que la conciencia sea diferente de otros procesos físicos. Es más, Wigner se decantó por estas interpretaciones (y se alejó de "la consciencia provoca el colapso") en sus últimos años. En parte porque le avergonzaba que "la conciencia provoca el colapso" pudiera conducir a una especie de solipsismo, pero también porque decidió que se había equivocado al intentar aplicar la física cuántica a la escala de la vida cotidiana (en concreto, rechazó su idea inicial de tratar los objetos macroscópicos como sistemas aislados).
Esta interpretación se basa en una forma interaccionista de dualismo que es inconsistente con el materialismo que se utiliza comúnmente para entender el cerebro, y aceptado por la mayoría de los científicos (El materialismo asume que la conciencia no tiene ningún papel especial en relación con la mecánica cuántica). A pesar del problema de la medición, apuntan a un cierre causal de la física, sugiriendo un problema con la forma en que la conciencia y la materia podrían interactuar, lo que recuerda a las objeciones al dualismo de sustancias de Descartes.

La única forma de dualismo interaccionista que ha parecido remotamente sostenible en el panorama contemporáneo es la que explota ciertas propiedades de la mecánica cuántica. Esto podría hacerse de dos maneras. En primer lugar, algunos [por ejemplo, Eccles 1986] han apelado a la existencia de la indeterminación cuántica, y han sugerido que una conciencia no física podría ser responsable de llenar los vacíos causales resultantes, determinando qué valores podrían tomar algunas magnitudes físicas dentro de una distribución aparentemente "probabilística".... Se trata de una sugerencia audaz e interesante, pero plantea una serie de problemas... Una segunda forma en que la mecánica cuántica incide en la cuestión del cierre causal reside en el hecho de que, en algunas interpretaciones del formalismo cuántico, la propia conciencia desempeña un papel causal vital, al ser necesaria para provocar el llamado "colapso de la función de onda". Se supone que este colapso se produce en cualquier acto de medición; y en una interpretación, la única manera de distinguir una medición de una no medición es a través de la presencia de la conciencia. Esta teoría no es aceptada universalmente (para empezar, presupone que la consciencia no es en sí misma física, seguramente en contra de la opinión de la mayoría de los físicos), y yo mismo no la acepto, pero en cualquier caso parece que el tipo de trabajo causal que la consciencia realiza aquí es bastante diferente del que se requiere para que la consciencia desempeñe un papel en la dirección del comportamiento... En cualquier caso, todas las versiones del dualismo interaccionista tienen un problema conceptual que sugiere que tienen menos éxito de lo que parece a la hora de evitar el epifenomenalismo; o al menos no lo tienen mejor que [el dualismo naturalista]. Incluso en estos puntos de vista, hay un sentido en el que lo fenoménico es irrelevante. Siempre podemos sustraer el componente fenoménico de cualquier explicación, obteniendo un componente puramente causal..
David Chalmers"The Irreducibility of Consciousness" in The Conscious Mind: In Search of a Fundamental Theory

La interpretación también ha sido criticada por no explicar qué cosas tienen conciencia suficiente para colapsar la función de onda. Además, postula un papel importante para la mente consciente, y se ha cuestionado cómo podría ser este el caso para el universo anterior, antes de que la conciencia hubiera evolucionado o surgido. Se ha argumentado que "la consciencia causa el colapso" no permite una discusión sensata de la cosmología del Big Bang o de la evolución biológica". Por ejemplo, Roger Penrose comentó: "La evolución de la vida consciente en este planeta se debe a las mutaciones apropiadas que han tenido lugar en diversos momentos. Es de suponer que se trata de sucesos cuánticos, por lo que sólo existirían de forma linealmente superpuesta hasta que finalmente condujeran a la evolución de un ser consciente, ¡cuya propia existencia depende de que "realmente" se hayan producido todas las mutaciones adecuadas!" Otros suponen además una mente universal (véase también panpsiquismo). Otros investigadores han expresado objeciones similares a la introducción de cualquier elemento subjetivo en el colapso de la función de onda.